# Isola di Jurij Kučiev
L'isola di Jurij Kučiev (in russo: Остров Юрия Кучиева, Ostrov Jurija Kučieva) è un'isola russa nell'Oceano Artico che fa parte dell'arcipelago della Terra di Francesco Giuseppe.

## Geografia
L'isola di Jurij Kučiev si trova nella parte sud-occidentale della Terra di Francesco Giuseppe; è situata lungo la costa sud-ovest dell'isola di Northbrook. In precedenza le due isole erano unite per mezzo di un ponte naturale, spazzato via nel corso degli anni. La zona più famosa dell'isola è capo Flora (Мыс Флора, mys Flora), a sud-ovest, conosciuto per essere uno dei punti più accessibili dell'intero arcipelago.

## Storia
È stata scoperta solo nel 2008 durante una spedizione della rompighiaccio Ямал (Jamal). Su decisione dell'assemblea regionale di Arcangelo, all'isola è stato assegnato il nome del capitano Jurij Sergeevič Kučiev, che per primo raggiunse il Polo nord su una nave il 17 agosto 1977.
Capo Flora, situato in una zona priva di ghiacci, è significativa nella storia delle spedizioni polari. L'esploratore britannico Benjamin Leigh Smith fece naufragio a Capo Flora nel 1881. Un incontro casuale tra gli esploratori Fridtjof Nansen e Frederick George Jackson ha avuto luogo qui nel 1896. Jackson, che guidava allora la spedizione Jackson-Harmsworth, aveva istituito a capo Flora un campo base.
Il naturalista scozzese William Speirs Bruce vi trascorse circa un anno per riunire 700 campioni biologici e vi fece sosta la spedizione di Walter Wellman con la nave Frithof (nel 1898) e il Duca degli Abruzzi con la Stella Polare (1899 - 1900).

## Isole adiacenti
- Isola di Northbrook (Остров Нортбрук, ostrov Nortbruk), a est.